# Kanumarathon-Weltmeisterschaften 2022
Die 29. Kanumarathon-Weltmeisterschaften fanden vom 29. September bis 2. Oktober 2022 im portugiesischen Ponte de Lima statt. Der austragende Verband war die ICF.
Die Länge der Strecke betrug je nach Wettbewerb 3,4 km, 15,4 km, 26,2 km oder 29,8 km.
Es wurden sechs Wettbewerbe für Männer und fünf Wettbewerbe für Frauen ausgetragen. 

## Medaillengewinner

### Herren

#### Canadier
| Disziplin     | Gold                                       | Zeit         | Silber                               | Zeit         | Bronze                                | Zeit         |
| ------------- | ------------------------------------------ | ------------ | ------------------------------------ | ------------ | ------------------------------------- | ------------ |
| C1            | Spanien Manuel Garrido Barbosa             | 2:04:52,36 h | Ungarn Marton Kover                  | 2:05:03,19 h | Spanien Manuel Antonio Campos         | 2:10:03,02 h |
| C1 Short Race | Spanien Diego Romero Fraga                 | 14:55,07 min | Spanien Jaime Duro                   | 14:57,15 min | Polen Mateusz Kamiński                | 15:15,63 min |
| C2            | Spanien Manuel Antonio Campos Diego Romero | 2:01:10,75 h | Spanien Fernando Busto Diego Miguéns | 2:01:15,34 h | Polen Mateusz Borgiel Mateusz Zuchora | 2:01:42,03 h |

#### Kajak
| Disziplin     | Gold                                   | Zeit         | Silber                                             | Zeit         | Bronze                          | Zeit         |
| ------------- | -------------------------------------- | ------------ | -------------------------------------------------- | ------------ | ------------------------------- | ------------ |
| K1            | Südafrika Andrew Birkett               | 2:08:25,94 h | Portugal José Ramalho                              | 2:08:27,04 h | Dänemark Mads Pedersen          | 2:08:27,36 h |
| K1 short race | Portugal José Ramalho                  | 12:49,12 min | Dänemark Mads Pedersen                             | 12:49,77 min | Spanien Iván Alonso             | 13:08,60 min |
| K2            | Portugal José Ramalho Fernando Pimenta | 1:58:04,39 h | Spanien Miguel Llorens López Alberto Plaza Sagredo | 1:58:10,40 h | Norwegen Eivind Vold Amund Vold | 1:58:15,43 h |

### Damen

#### Canadier
| Disziplin     | Gold                                | Zeit         | Silber               | Zeit         | Bronze                              | Zeit         |
| ------------- | ----------------------------------- | ------------ | -------------------- | ------------ | ----------------------------------- | ------------ |
| C1            | Ukraine Ljudmyla Babak              | 1:25:49,80 h | Ungarn Zsófia Kisbán | 1:27:40,44 h | Vereinigtes Königreich Bethany Gill | 1:28:28,00 h |
| C1 short race | Vereinigtes Königreich Bethany Gill | 17:27,18 min | Ungarn Zsófia Kisbán | 17:31,78 min | Portugal Beatriz Fernandes          | 17:34,40 min |

#### Kajak
| Disziplin     | Gold                                  | Zeit         | Silber                            | Zeit         | Bronze                                      | Zeit         |
| ------------- | ------------------------------------- | ------------ | --------------------------------- | ------------ | ------------------------------------------- | ------------ |
| K1            | Ungarn Vanda Kiszli                   | 2:05:55,35 h | Schweden Melina Andersson         | 2:05:56,99 h | Vereinigtes Königreich Samantha Rees-Clark  | 2:06:18,97 h |
| K1 short race | Schweden Melina Andersson             | 14:22,83 min | Spanien Estefania Fernández       | 14:27,79 min | Vereinigtes Königreich Samantha Rees-Clark  | 14:29,30 min |
| K2            | Spanien Tania Fernández Tania Álvarez | 1:58:09,56 h | Ungarn Renáta Csay Zsófia Czéllai | 1:58:19,10 h | Schweden Melina Andersson Johanna Johansson | 1:58:32,87 h |

## Medaillenspiegel
| Rang   | Nation                 | Gold | Silber | Bronze | Gesamt |
| ------ | ---------------------- | ---- | ------ | ------ | ------ |
| 1      | Spanien                | 4    | 4      | 2      | 10     |
| 2      | Portugal               | 2    | 1      | 1      | 4      |
| 3      | Ungarn                 | 1    | 4      | 0      | 5      |
| 4      | Schweden               | 1    | 1      | 1      | 3      |
| 5      | Vereinigtes Königreich | 1    | 0      | 3      | 4      |
| 6      | Südafrika              | 1    | 0      | 0      | 1      |
| 6      | Ukraine                | 1    | 0      | 0      | 1      |
| 8      | Dänemark               | 0    | 1      | 1      | 2      |
| 9      | Polen                  | 0    | 0      | 2      | 2      |
| 10     | Norwegen               | 0    | 0      | 1      | 1      |
| Gesamt | Gesamt                 | 11   | 11     | 11     | 33     |